# 喬冽
喬 冽（きょう れつ）は、中国の小説で四大奇書の一つである『水滸伝』の登場人物。
第94回から110回まで登場する、田虎配下の国師。あだ名を幻魔君。道号は道清で、作中では主に喬道清と呼称される。田虎が河北に建国した晋の朝廷では護国霊感真人、左丞相の地位を持つ。梁山泊の公孫勝をして自身に匹敵すると言わしめる強大な法力を持つ妖術使いである。

## 生涯
涇原の出身。若い頃、崆峒山を訪れた時、不思議な人物と出会い、彼から仙術を学び、風雨を操る異能の力を得る。さらに高名な道士である羅真人への弟子入りを希望して二仙山を訪れるが、羅真人は喬冽に魔心ありとして、その時点では入門を許さなかった。
それからしばらくの間は、術を頼みに放浪生活を続けていた喬冽だが、旱魃に苦しむ安定州を訪れた時、雨を降らせた者には賞金3千貫をとらせるという州役人の提示に応じ、法術で雨を降らせるものの、その賞金の大半は悪徳役人達が勝手に着服してしまう。それに憤慨した喬冽は汚職役人たちを殴り殺してしまい、官憲からの逃亡生活を余儀なくされることとなった。折りしも河北では田虎が謀反を起こし、田虎は道清と名を変えた喬冽が妖術の使い手だと知ると自らの麾下へと迎え入れ、その強大な法力を頼みに次々に河北の州県を占領していった。
田虎の勢力が河北の五州五十六県を占拠し、国号を晋とする草頭王朝を建国するに及んで、事態を重く見た宋王朝は、遼討伐より凱旋した梁山泊軍を田虎討伐に差し向ける。数多くの英雄豪傑の揃う梁山泊軍を前に、河北を縦横無尽に荒らしまわった田虎軍も劣勢に立たされ、次々に城や拠点は宋軍によって奪還されていく。
喬冽が梁山泊軍と干戈を交えることになるのは、劣勢に立たされた壷関の守将山士奇や晋寧の田彪らから救援を求める上申書が田虎の元へ寄せられたことに端を発してのことだった。喬冽は田虎に対し、同郷の親友である孫安と共に自ら進んで梁山泊迎撃の意思を伝え、壷関の救援に向かうが、彼が出陣した時には壷関の守将の一人唐斌の裏切りで既に壷関は陥落しており、昭徳の地にまで攻め寄せてきた梁山泊軍と激戦を交えることとなる。
ここでも喬冽は絶大な法力を発揮し、緒戦では裏切者の唐斌や梁山泊きっての猛者である李逵を、宋江自らが攻め寄せた2戦目では魯智深、武松、劉唐らを次々と捕らえ、同じく道術を操る樊瑞さえも一蹴する猛威を見せつけた。しかし、劣勢の樊瑞の救援に現れた公孫勝には逆に呆気なく術を破られ、百谷嶺に追い詰められる破目になる。その後、先立って梁山泊に降伏していた孫安を通じて、羅真人の意を受けた公孫勝に自身の天命について諭されると判然として悟り、公孫勝を師と仰いで宋軍に降伏する。さらには弟子筋に当たる田虎軍の妖術使い馬霊をも説得して降伏させた。
やがて田虎が滅びると、続いて朝廷から楚王を僭称する王慶討伐の勅命が梁山泊軍に対して下り、喬冽は他の田虎軍の降将たちと共に引き続き従軍することとなる。その討伐戦の中でも喬冽は、王慶軍の劉敏が守る宛州や龔端が守る西京攻めなどで多大な功績を重ねていった。しかし王慶の乱の平定の間際、同郷の親友であり、田虎軍から共に降伏した孫安が急病に倒れ陣没するに及んで、深く嘆き悲しんだ喬冽は東京への凱旋に参加することなく、傷心を理由に弟子の馬霊と共に梁山泊軍を辞去する。後に馬霊と共に二仙山に登り改めて羅真人の弟子となると、彼に師事して道を学び、天寿を全うした。